# Cannone elettronico

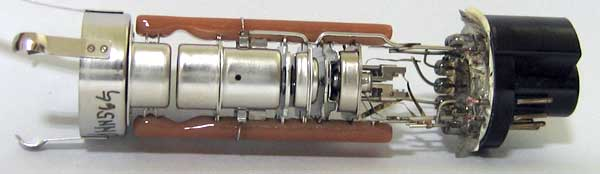
Cannone elettronico da un tubo a raggi catodici

Con il termine cannone elettronico si usa indicare il catodo di un tubo a raggi catodici e gli altri componenti che insieme a questo elettrodo generano l'emissione e la concentrazione di un fascio di elettroni (detto anche pennello elettronico) con una precisa energia cinetica. 
Tipicamente viene usato come componente dei tubi catodici per televisori o monitor, o in altri strumenti come i microscopi elettronici e gli acceleratori di particelle.

## Caratteristiche
I cannoni elettronici si possono classificare in base a:
- tipo di campo elettrico utilizzato (DC o RF)
- meccanismo di emissione (termoionico, fotoelettrico, e sorgente al plasma)
- tipo di focalizzazione (puramente elettrostatica o con campi magnetici)
- numero di elettrodi.

Un cannone elettronico DC, elettrostatico termoionico, è formato da varie parti: 
un catodo che viene scaldato per creare un flusso di elettroni mediante emissione termoionica, degli elettrodi che generano un campo elettrico per la focalizzazione del fascio, come un cilindro di Wehnelt e uno o più anodi che accelerano, per via di un'elevata differenza di potenziale rispetto al catodo e focalizzano ulteriormente gli elettroni.
Un anello repulsivo posto tra di loro focalizza gli elettroni in un piccolo spot sull'anodo a spese di una minore intensità del campo di estrazione sulla superficie del catodo.
Spesso in corrispondenza di questo spot c'è un foro con lo scopo di collimare gli elettroni che passano e che raggiungono quindi un secondo anodo chiamato collettore. 
Questa disposizione è simile a una lente di Einzel.
Una sorgente di ioni consiste in un cilindro, in cui il gas entra da una faccia, subisce un bombardamento con elettroni dalla superficie laterale, ed è soggetto ad un potenziale di estrazione dall'altra faccia. L'intera struttura ha il ruolo del catodo e l'estrattore ha il ruolo dell'anodo e un anello prendo il ruolo del cilindro di Wehnelt.
Molti tubi catodici a colori, come ad esempio quelli utilizzati nei televisori, sono costituiti da queste sorgenti, ognuna in grado di produrre differenti flussi di elettroni. Ciascun fascio attraversa una maschera su cui gli elettroni colpiscono un fosforo rosso, verde o blu in modo da illuminare un pixel sullo schermo. Il colore risultante è il risultato della sintesi additiva di questo processo.
Un cannone elettronico può anche essere usato per ionizzare particelle, aggiungendo o rimuovendo elettroni da un atomo.
Questa tecnologia è talvolta usata nella spettrometria di massa in un processo chiamato ionizzazione elettronica per ionizzare particelle vaporizzate o gassose.